# Commissione per la verità e la riconciliazione
La Commissione per la verità e la riconciliazione è una commissione incaricata di indagare e rivelare i crimini passati di un governo (o, a seconda dei casi, anche di formazioni non appartenenti allo Stato), con la finalità di richiedere e concedere il perdono per azioni svolte nel passato, per riconciliare vittime e carnefici, oppressori ed oppressi con lo scopo ultimo di appianare i contrasti ancora in essere.
Tali commissioni sono costituite soprattutto in seguito a periodi di guerra civile o di dittatura. La prima e maggiormente conosciuta fu la Commissione per la verità e la riconciliazione, creata dal presidente del Sudafrica Nelson Mandela
dopo lo smantellamento del regime di apartheid.
Il ruolo e le possibilità, così come il nome stesso, di queste Commissioni variano da caso a caso e dipendono dal mandato con il quale esse vengono create: spesso permettono di contrastare l'insabbiamento e il negazionismo nei confronti di fenomeni di terrorismo di Stato o di pesanti violazioni dei diritti umani. Talvolta, però, queste Commissioni vengono criticate perché permettono una sostanziale impunità per chi perpetra tali crimini.

## Esempi di Commissioni

### Argentina
- Commissione nazionale sulla scomparsa delle persone (Comisión Nacional sobre la Desaparición de Personas)

### Canada
- Commissione per la verità e la riconciliazione sulle scuole residenziali indiane (Indian Residential Schools Truth and Reconciliation Commission)

### Cile
- Commissione nazionale per la verità e la riconciliazione (Comisión Nacional de Verdad y Reconciliación)
- Commissione nazionale sulla prigionia politica e la tortura (Comisión Nacional sobre Prisión Política y Tortura)

### Corea del Sud
- Commissione per la verità e la riconciliazione ((진실·화해를 위한 과거사 정리 위원회?))

### El Salvador
- Commissione per la verità in El Salvador (Comisión de la Verdad para El Salvador)

### Figi
- Commissione per la riconciliazione e l'unità (Reconciliation and Unity Commission)

### Ghana
- Commissione per la riconciliazione nazionale (National Reconciliation Commission)

### Guatemala
- Commissione per il chiarimento storico (Comisión para el Esclarecimiento Histórico)

### Isole Salomone
- Commissione per la verità e la riconciliazione (Truth and Reconciliation Commission)

### Liberia
- Commissione per la verità e la riconciliazione (Truth and Reconciliation Commission)

### Marocco
- Commissione per la giustizia e la riconciliazione (هيئة الإنصاف و المصالح, Instance Equité et Réconciliation)

### Panama
- Commissione per la verità (Comisión de la Verdad)

### Perù
- Commissione per la verità e la riconciliazione (Comisión de la Verdad y Reconciliación)

### Sierra Leone
- Commissione per la verità e la riconciliazione (Truth and Reconciliation Commission)

### Stati Uniti
- Commissione per la verità e la riconciliazione di Greensboro (Greensboro Truth and Reconciliation Commission)

### Sudafrica
- Commissione per la verità e la riconciliazione (Truth and Reconciliation Commission)

### Timor Est
- Commissione per l'accettazione, la verità e la riconciliazione di Timor Est (Comissão de Acolhimento, Verdade e Reconciliação de Timor Leste)
- Commissione congiunta per la verità e l'amicizia indonesia-Timor Est (Indonesia-Timor Leste Commission of Truth and Friendship, Komisi Kebenaran dan Persahabatan Indonesia - Timor Leste, Comissão Conjunta Timor-Leste-Indonésia  da Verdade e Amizade)